# 179
179（一百七十九）是一個178與180之間的自然數。

## 在數學中
- 第41個質數。前一個為173、下一個為181。
  - 第13對孿生質數，為（179、 181）。
  - 高斯質數之一。
- 第84個十进制的等數位數。前一個為178、下一個為181。
- 相反數-179為殭屍數，即位數和（首位含負號）的平方與自身的和大於零的負數，即{\displaystyle {{-{179}}+{{\left({{{-{1}}+{7}}+{9}}\right)}^{2}}}=46}。前一個為-187，後一個為-178（OEIS數列A328933）。